# Shahram Mokri
Pour les articles homonymes, voir Mokri.
Shahram Mokri (en persan : شهرام مکری), né le 17 août 1978 à Kermanshah (Iran), est un réalisateur, scénariste et monteur iranien.

## Biographie
Shahram Mokri est diplômé de l'université Soore. Shahram Mokri commence sa formation de réalisateur au sein de la Young Cinema Association et entre dans le monde professionnel du cinéma avec son court métrage Dragonfly Storm (2002).

## Filmographie partielle

### Au cinéma
- 2000 : Electric Shock And Fly  (court métrage film)
- 2002 : The Dragonfly Storm (طوفان سنجاقک / Toofan-e Sanjaghak) (court métrage)
- 2005 : Limit of a circle (محدوده دایره / Mahdoodeh-ye Dayereh) (court métrage)
- 2007 : Ando-C (آندوسی / Andosi) (court métrage)
- 2009 : Ashkan, the sacred (charmed) ring and other stories (اشکان، انگشتر متبرک و چند داستان دیگر / Ashkan, angoshtar-e motebarek va dastan-haye digar)
- 2010 : Raw, cooked and burnt (خام، پخته، سوخته / Kham, pekhth, swkhth) (court métrage)
- 2013 : Fish and Cat (ماهی و گربه / Mahi Va Gorbeh)
- 2017 : Invasion (en) (Hojoom)
- 2020 : Careless Crime (جنایت بی‌دقت / Jenayat-e bi deghat)

## Récompenses et distinctions
- Gagnant du Crystal Simorgh Best Short Film Limited d'un cercle 25e Fajr International Film Festival (Compétition internationale).
- Gagnant du prix Crystal Simorgh du meilleur court métrage The Dragonfly Storm 22e Festival international du film de Fajr (compétition Iran).
- Gagnant de Crystal Simorgh Meilleur court métrage The Dragonfly Storm du 22e Fajr International Film Festival (Compétition internationale).
- Gagnant de la statuette du Cinema House Festival pour le film Limited of a circle[2]
- Lauréat du prix du meilleur film expérimental dans la section internationale du Festival international du court métrage de Téhéran pour le film Limited of a circle.

## Voir également
- Cinéma iranien
- Festival international du film de Fajr